# 寧朔県
寧朔県（ねいさく-けん）は中華人民共和国寧夏回族自治区にかつて存在した県。
1725年（雍正3年）、清朝は寧夏右屯衛に寧朔県を設置、寧夏府の管轄とした。中華民国が成立すると1913年（民国2年）、寧夏府は甘粛省寧夏道と改称され、寧朔県もその管轄とされた。1929年（民国18年）、寧夏省が設置されるとそれに移管されている。
中華人民共和国成立後の1954年9月に寧夏省は廃止、寧朔県は甘粛省に移管され、銀川専区の管轄とされた。1958年、寧夏回族自治区が成立し寧朔県が移管されている。1960年8月、寧朔県は廃止となり、その大部分及び同時に廃止された金積県の一部には青銅峡市が設置された。